# Neuvelle-lès-Voisey
Neuvelle-lès-Voisey is een gemeente in het Franse departement Haute-Marne (regio Grand Est) en telt 92 inwoners (2009). De plaats maakt deel uit van het arrondissement Langres.

## Geografie
De oppervlakte van Neuvelle-lès-Voisey bedraagt 5,8 km², de bevolkingsdichtheid is dus 15,9 inwoners per km².
De onderstaande kaart toont de ligging van Neuvelle-lès-Voisey met de belangrijkste infrastructuur en aangrenzende gemeenten.

## Demografie
Onderstaande figuur toont het verloop van het inwonertal (bron: INSEE-tellingen).